# Paul Girod (industriel)
Pour les articles homonymes, voir Paul Girod.
Paul Girod, né le 17 avril 1878 à Fribourg et mort le 6 décembre 1951  à Cannes, est un industriel suisse qui a mis au point les procédés de l'électrométallurgie grâce au four à arc électrique et en a assuré les premières applications industrielles.

## Biographie

### Période en Suisse et à Albertville
Paul Girod, fils d'Ernest Girod (1846-1924), est issu d'une famille originaire de Fontainemore, où ce nom est largement répandu encore au XXIe siècle. Ingénieur diplômé de l'École de Chimie du Technicum de Winterthour il est engagé par la Société chimique des usines du Rhône puis par les « Faïenceries de Grigny » (Rhône). À l'automne 1898, âgé de seulement vingt ans, il est l'inventeur du procédé de fabrication électro-métallurgique du vanadium, alors qu'il est directeur de l'usine d'Albertville de la « Société anonyme des faïenceries, produits chimiques et métallurgiques de Grigny ». Aux alentours d'Albertville, il découvre une papeterie, dotée d'une chute d'eau en construction, sur le Doron de Beaufort, qui pourrait héberger son projet de four à arc électrique. Sa première usine sera donc dans les Papeteries Aubry de Venthon, qu'il commence par louer à partir de 1889.
Ses archives contiennent les plans et devis des travaux de transformation, agrandissement et installation de l'usine de Venthon, avec une estimation financière de la production et les plans détaillés des travaux de construction. C'est sur le site de Venthon qu'il met au point en 1899 divers alliages nouveaux : ferro-tungstène, ferro-molybolène, ferro-uranium, ferro-tantale, ferro-bore et passe même à la fabrication industrielle du ferrochrome et du ferromanganèse.
Le 5 juin 1903, c'est la fondation à Neuchâtel de la « Société anonyme électro-métallurgique, Procédés Paul Girod ». La société, de droit suisse, bénéficie d’abord d’un apport de 1,8 million de francs suisses : la Banque cantonale neuchâteloise apporte 16,6 % du capital soit 45 000 francs et trois banques privées suisses et allemande apportent chacune 150 000 francs, avant que ne les rejoignent des banques parisiennes comme Courvoisier-Berthoud en 1908. Ce capital lui permet d'acheter des matières premières, de vendre ses produits fabriqués et de faire des acquisitions de terrains à Ugine, Venthon et à Courtepin en Suisse dans le canton de Fribourg.
Pour assurer la régularisation du débit du torrent qui alimentait son usine, Paul Girod eut l'idée d'utiliser le réservoir naturel du lac de la Girotte, en faisant une première percée sous le lac en 1900, alors qu'il est locataire du site de Venthon, ce qui permet à la retenue d'eau d'atteindre six millions de mètres cubes, afin d'alimenter de façon plus importante le Doron de Beaufort et l'usine électrique desservant les fours à métaux installés dans les ex-Papeteries Aubry de Venthon. Un autre percement du lac aura lieu en 1923. Ses archives contiennent pour l'année 1900 un très importante correspondance sur l'usine métallurgique qu'il veut développer.
La capacité du lac sera plus tard portée à 30 millions de mètres cubes en 1925, puis à 50 millions de mètres cubes dans les années 1940

### Période à Ugine
En 1904, l'autre usine de Paul Girod est devenue opérationnelle, une dizaine de kilomètres plus loin, sur le site d’Ugine, où il développe ce qui deviendra Ugitech. Il y perfectionne un four à sole conductrice en 1904 et réalise en 1906 et 1907 la première fabrication des alliages complexes : silico-aluminium, silico-calcium, silicomanganèse, et de l'aluminium. Le 19 janvier 1909, il fonde une deuxième société, la « Compagnie des forges et aciéries électriques Paul Girod » et le 1er mai 1909 met en marche l'aciérie d'Ugine : avec ses quatre fours électriques, elle possède la plus belle technique au monde.
Paul Girod a déjà équipé sept chutes d’eau, menant de front l'aménagement des bassins hydrauliques de l'Arly (Ugine), du Bon-Nant (Saint-Gervais), et du Doron de Beaufort. En 1904, la Société Electro-Métallurgique Paul Girod avait aménagé une chute sur l'Arly, puis souhaita réaliser une certaine compensation entre le régime préalpes de l'Arly et le torrent à régime glaciaire du Bon-Nant, appelé aussi « Nant-Borrant », qui prend sa source au Mont Jovet au-dessus de la commune des Contamines, en face du mont Blanc. Dès 1907-1908, il y installe la centrale du Fayet, dotée d'une chute de 180 mètres et sur laquelle il effectue des travaux, puis il achète en 1909 celle de Bionnay construite par Joya de Grenoble, dans le Val Montjoie. Il les relie à Ugine via une ligne électrique qui suit la route d'Albertville à Saint-Gervais par Flumet, Megève. Au même moment, il poursuit l'aménagement du Doron de Beaufort par la mise en service de l'usine de Queige, sur une chute 101 mètres de haut, en 1908.
La Société Electro-Métallurgique exploite un total de sept chutes sur le Doron de Beaufort et le Bon-Nant, et malgré un arrangement avec le ministre de l'armement Louis Loucheur ne peut faire face à son passif ; les commandes d'aciers spéciaux à partir de 1914 et liés à la guerre sauvent l'entreprise.
Le torrent à régime glaciaire du Bon-Nant sera plus tard dérivé au lac de la Girotte, dont les débits variables se compensent mutuellement, grâce aux différences de régime et aux aménagements intervenus. À partir de 1925, une galerie souterraine de 4,6 kilomètres ira puiser aux sources du Bon-Nant, au plan du Bonhomme (1 910 mètres), en passant sous la tête de la Cicle, convoyant 10 millions de mètres cubes d'eau qu'elle amène au barrage de la Girotte, qui est alors un barrage naturel, percé d'un tunnel à 80 mètres sous la surface de l'eau.
Dans les années 1940, une canalisation de dix kilomètres amènera même plus 25 millions de mètres cubes du Glacier de Tré-la-Tête. La zone est en régime glaciaire, donc très bien alimentée par la fonte des glaces en été, période où les torrents du Val d’Arly sont en alimentation plus faible. La capacité totale est de 125 MW, avec les usines de Belleville (27 MW à 1 211 mètres), Hauteluce (8,5 MW à 1 035 mètres) et Domelin-Beaufort (77 MW, à 750 mètres). Paul Girod, qui avait racheté la papeterie de Venthon, possédait tous les droits nécessaire à l'utilisation et à l'aménagement du lac de la Girotte, auquel sera construit le grand barrage de la Girotte, achevé par EDF en 1949, auquel Paul Girod a donné son nom et qui lui peut contenir 30 millions de mètres cubes d’eau en 1925, puis 50 millions en 1949.

### Impact sur le logement en Savoie
Influencé par le catholicisme social, fidèle au message du pape Léon XIII
, Paul Girod pense que c’est aux classes dirigeantes de s’occuper des problèmes sociaux et de logement social. Il est attentif aux repos hebdomadaire et aux allocations familiales dès le premier enfant. De plus, il souhaite fixer une communauté de travail solidaire, à l'échelle de la ville, en créant la "Société des habitations économiques et hygiéniques" au 1er décembre 1909, pour  "fournir aux employés et ouvriers des usines Girod à Ugine, des habitations hygiéniques et confortables à des prix les plus modiques possibles". Dès 1910 il fait appel à l’architecte genevois Maurice Braillard avec lequel il va aménager d’importantes constructions et équipements dans la ville d’Ugine.
Il fonde en 1910 « la Goutte de lait », une étable modèle pour fournir du lait stérilisé à tous les nourrissons, soumis à des visites hebdomadaires. Dès le début de la Première Guerre mondiale, il établit des hôpitaux de guerre, l'ambulance Saint-Paul, des sanatoriums des aides à tous ses ouvriers mobilisés et des colis aux chasseurs alpins, tout en militant pour l'adoption de milliers de soldats comme filleuls de guerre.

### Guerre puis difficultés
La Première Guerre mondiale apporte de nombreux contrats internationaux à la SA d'Electrométallurgie, qui a électrifié Lyon, par une ligne à haute-tension de 50 000 volts, depuis 1913. L'usine passe de 27 000 m2 en 1914 à 41 000 m2 en 1916 et emploie 3 800 personnes en 1917. « Je ne sais pas ce que je ferais sans Ugine », déclare le ministre de l’armement Louis Loucheur. En 1920, sa puissance hydroélectrique est la première de France, avec 12 centrales régularisés par le lac de la Girotte.
Ugine produit 4 000 blindages de chars, 7 000 tonnes de tôle spéciale pour l'artillerie de campagne, 4 000 éléments de canons de tout calibre, 1 million d'obus de 120 au 280 mm, 50 % de tous les aciers spéciaux pour l'aviation.
Paul Girod démissionne de son entreprise en 1922 en raison d’une dérive financière qui se traduit par une dette de 50 millions francs, car la production du site d'Ugine a été divisée par trois entre 1920 et 1921. Il réalise avant de partir une fusion avec la Société d’électrochimie et d’électrométallurgie en 1921, ce qui se traduit par la naissance en 1922 de la Société d’électrochimie, d'électrométallurgie et des aciéries électriques d'Ugine (SECEMAEU), appelée ensuite "Ugine-Aciers" puis PUK puis Ugitech.
Le lac a été concédé à la « Société de Forces motrices du Bonnant, de l’Arly et du Doron », anciens Établissements Paul Girod. La société s’oriente alors vers la production d’inox, donnant naissance à Ugine-Savoie, qui deviendra un demi-siècle plus tard la première productrice mondiale, à partir de 1976.

### Période italienne
Paul Girod conserve des liens étroits en Italie, où dès 1906 à Milan il est membre du jury du groupe « électricité et météorologie », avant de participer à Marseille en 1908 à l'exposition internationale des applications de l'électricité. En 1924, il participe en Italie à la constitution d'une nouvelle société, qui reprend l’héritage d'un des plus importants groupes industriels italiens, la Ansaldo-Cogne, propriétaire des mines de fer de Cogne, dans le haut Val de Cogne, l’une des vallées de la Vallée d'Aoste, qui contrôlait 31 usines et 70 000 ouvriers en 1919, contre 8 usines et 12 000 ouvriers en 1914. La reprise s’effectue sous la raison sociale Cogne-Girod, avec un capital social de 20 millions de lires, composé à 50 % par l'apport de la part de l'Ansaldo-Cogne « secteur aciers », et à 50 % par l'apport financier d’un « groupe suisse » dont fait partie Paul Girod, composé aussi de la Banque Suisse, Jules Block, et Georges Stadaler.
L’opération s’effectue à une période au cours de laquelle les industriels de l'électricité démontrent le rôle clé de la houille blanche dans le développement industriel de la péninsule. Paul Girod apporte de plus sa collaboration technique et conçoit la nouvelle organisation du laminoir. La relance est basée sur la « centralité » de la production hydro-électrique, moteur de l'expansion du secteur sidérurgique dans les aciers spéciaux. La relance subit un échec en raison de la mauvaise qualité du minerai, dont la gangue est particulièrement dure, des difficultés d'approvisionnement en combustible adéquat, et de problèmes de mise au point des hauts fourneaux.

### Période en Lorraine
En novembre 1923, la nationalisation par le gouvernement fasciste de cette aciérie l'amène à partir en 1926 à La Forclaz (Haute-Savoie) puis dans l'est de la France ou de 1928 à 1932 Paul Girod contribue techniquement à la construction des aciéries de Thionville. En 1932, ingénieur conseil hauts-fourneaux de la Chiers à Longwy et dépose un brevet pour la déphosphoration de l'acier en 1938, l'année où il se retire des affaires.

## Famille
Naturalisé français le 26 mai 1910, Paul Girod, chevalier en 1920 puis officier de la Légion d'honneur en 1927, avait épousé le 25 avril 1901 à Genève Clara Bachmann, née le 23 décembre 1877, qui lui a donné un fils Eric en 1902, décédé en 1915 deux semaines après la naissance de son frère Pierre. Paul Girod est mort à Cannes en 1951. Il est enterré dans le cimetière d'Ugine, selon ses volontés.

## Distinctions
- Officier de la Légion d'honneur